# Pasiano di Pordenone
Pasiano di Pordenone là một đô thị ở tỉnh Pordenone trong vùng Friuli-Venezia Giulia, có cự ly khoảng 90 km về phía tây bắc của Trieste và khoảng 13 km về phía nam của Pordenone. Tại thời điểm ngày 31 tháng 12 năm 2004, đô thị này có dân số 7.547 người và diện tích là 45,5 km².
Đô thị Pasiano di Pordenone có các frazioni (các đơn vị cấp dưới, chủ yếu là các làng) Cecchini, Rivarotta, Sant'Andrea, Azzanello, và Visinale.
Pasiano di Pordenone giáp các đô thị: Azzano Decimo, Gorgo al Monticano, Mansuè, Meduna di Livenza, Porcia, Pordenone, Prata di Pordenone, Pravisdomini.